# Саїрам-Угамський національний парк
Саїрам-Угамський державний національний природний парк (каз. Сайрам-Өгем мемлекеттік ұлттық табиғи паркі) — національний парк у Казигуртському, Толебійському та Тюлькубаському районах Туркестанської області Казахстану, за 280 км від Туркестану. Розташований у північній частині Західного Тянь-Шаню, включає відроги Таласького Алатау, а також масиви Угам, Каржантау та Боралдайтау.

## Флора і фауна
Для гір на території національного парку характерна висотна поясність. У парку розташовані сім природних зон, від степової біля підніжжя гір до високогірної. Це забезпечує велику різноманітність живої природи. Зустрічаються 59 видів ссавців, у тому числі ендемічний для Західного Тянь-Шаню бабак Мензбира, близько 300 видів птахів та 1635 видів рослин, із яких 240 занесені до Червоної книги Казахстану.

## Організація
Територія національного парку поділена на три зони з різним режимом доступу: заповідний режим (доступ закритий), туристичний та рекреаційний.
На території національного парку розташовані такі туристичні об'єкти, як: Сайрамський пік, висота якого становить 4236 м над рівнем моря; скелі Кириккиз, що в перекладі з каз. означає «кирик» — сорок, «киз» — дівчина; озеро Макпал, що розташоване на висоті 2100 м над рівнем моря; високогірне озеро Сусинген (1700 м над рівнем моря), у перекладі з каз. «вода пішла в землю»; наскельні малюнки у верхній частині ущелини річки Сазаната, а також тут зростають тюльпани Грейга.

## Список використаної літератури
- Спадщина Туркестанської області. с.81. Сайрам-Угамський національний природний парк.